# Fusil-mitrailleur modèle 1924/29
Fusil-mitrailleur Modèle 1924 M29 zkráceně MAC 24/29  byl  francouzský lehký kulomet vyráběný společností Manufacture d'Armes de Châtellerault. MAC 24/29 byl spolehlivý a vydržel dlouho ve výzbroji.

## Historie
Po první světové válce chtěla francouzská armáda nahradit problematický Chauchat spolehlivým lehkým kulometem na nový náboj. Armáda zkoušela různé typy domácích i zahraničních kulometů, nakonec se ale dala přednost kulometu domácí výroby od společnosti MAC.
V roce 1924 byl přijat do výzbroje náboj 7,5 × 57mm MAS. První a prakticky jedinou zbraní používající tento náboj byl lehký kulomet FM 24. V té době měla francouzská armáda ve výzbroji také kořistní německé zbraně používající rozměry a vzhledem podobný náboj 7,92 × 57 mm Mauser. Krátce po zavedení kulometu FM 24 byly hlášeny vážné nehody s touto zbraní, které jak bylo později odhaleno, zapříčinili vojáci záměnou obou nábojů. Kulomet FM 24 byl schopen německý náboj s rozměrnějším projektilem nabít do komory a odpálit, ale střela nemohla projít výrazně užší hlavní, což vedlo až k fatálním nehodám. Problém byl vyřešen zavedením modernizovaného kratšího náboje 7,5 × 54 mm MAS v roce 1929. Díky zkrácení nábojové komory zbraní používajících tento náboj nebylo již možné 7,92 × 57 mm Mauser nabít do zbraně. Kulomet adaptovaný na nový náboj byl označen MAC 24/29.
V 60. letech byl MAC 24/29 nahrazen univerzálním kulometem AA-52 a stažen do rezerv, kde byl až do roku 1980. Až do roku 2004 mělo kulomet v rezervách četnictvo.

## Popis
Kulomet funguje na principu odběru prachových plynů z hlavně, které jsou odebírané při ústí hlavně a jejich impulz je přenášen pomocí dlouhého pístu. Uzamčení je řešeno sklopným závorníkem, který je spojen s nosičem závorníku pomocí dvou otočných spojovacích článků. Zbraň střílí z otevřeného závěru a je vybavena střeleckou pohotovostí. Zbraň má netypicky 2 spouště, spoušť vzdálenější je pro střelbu jednotlivými náboji a spoušť bližší ke střelci pro střelbu dávkou. Schránkový zásobník na 25 nábojů je na zbrani umístěn shora. Kulomet nemá rychle vyměnitelnou hlaveň, ta je zakončena konickým tlumičem plamene a v její přední části je sklopná dvojnožka, kterou je možné složit podélně po boku hlavně. Zbraň je vybavena krytkou proti pronikání nečistot, kterou je možné uzavřít vyhazovací okénko stejně jako šachtu pro zásobník. Vratná pružina je umístěna uvnitř nosiče závorníku spojeného s pístem, kde se opírá o výstupek ve spodní části pouzdra závěru.

## Varianty
Model 1924/29D se silnější hlavní umožňující střelbu s těžším nábojem 1933 D byl používán na Maginotově linii a vyrobeno bylo 2 512 ks.
MAC mle 1931 nebo  také Reibel byl těžký kulomet odvozený z modelu 24/29. Měl těžkou hlaveň a diskový zásobník na 150 nábojů umístěný na boku. Tento kulomet byl využíván v opevnění a tancích. Jeho dalším vývojem vznikl letecký kulomet MAC 1934.